# Aire d'attraction de Morestel
L'aire d'attraction de Morestel est un zonage d'étude défini par l'Insee pour caractériser l’influence de la commune de Morestel sur les communes environnantes.

### Carte

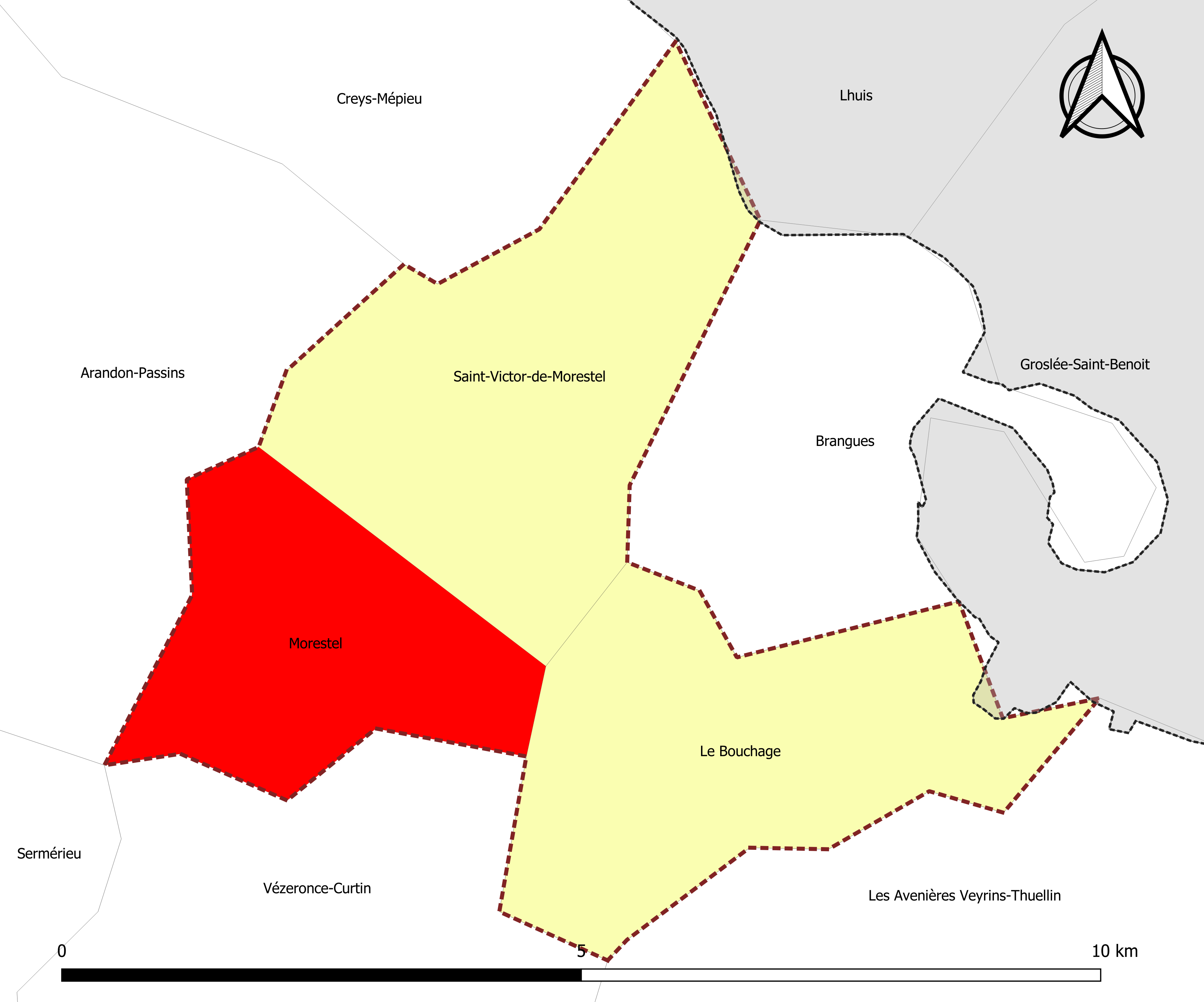
Carte de l'aire d'attraction de Morestel.
Commune-centre
Commune de la couronne

## Définition
L'aire d'attraction d'une ville est composée d’un pôle, défini à partir de critères de population et d’emploi ainsi que d’une couronne constituée des communes dont au moins 15 % des actifs travaillent dans le pôle. Le pôle d’attraction constitue ainsi un point de convergence des déplacements domicile-travail,.

## Géographie
L’aire d'attraction de Morestel est une aire intra-départementale qui comporte 3 communes dans l'Isère. 

### Composition communale
| Nom                       | Code Insee | Département | Statut                 | Superficie (km2) | Population (dernière pop. légale) | Densité (hab./km2) | Modifier                                    |
| ------------------------- | ---------- | ----------- | ---------------------- | ---------------- | --------------------------------- | ------------------ | ------------------------------------------- |
| Morestel (commune-centre) | 38261      | Isère       | commune-centre         | 8,03             | 4 416 (2022)                      | 550                | modifier les données · modifier les données |
| Le Bouchage               | 38050      | Isère       | commune de la couronne | 11,20            | 648 (2022)                        | 58                 | modifier les données · modifier les données |
| Saint-Victor-de-Morestel  | 38465      | Isère       | commune de la couronne | 13,13            | 1 142 (2022)                      | 87                 | modifier les données · modifier les données |

## Démographie
Cette aire est catégorisée dans les aires de moins de 50 000 habitants, une catégorie qui regroupe 12,2 % de la population au niveau national,.